# Castel Loriano
Castel Loriano è un castello di tipo feudale situato alla periferia sud-ovest dell'area urbana della città di Marcianise in provincia di Caserta.
Costruito presumibilmente intorno al 1300, è attualmente una proprietà privata residenziale sotto la protezione del MiBAC. Al suo interno è presente una piccola chiesa dalla datazione incerta. Come molti altri castelli della stessa epoca, è corredato di torri e mura di cinta. La struttura è in un cattivo stato di conservazione, sia all'esterno sia nella parte interna. Nei corso degli anni i vari proprietari sono intervenuti con opere di ristrutturazione modificando in parte l'aspetto originario. È citato nel romanzo Il dormiveglia dello scrittore Giuseppe Bonaviri. Una leggenda popolare narra che agli inizi del XVIII secolo Napoleone Bonaparte avesse soggiornato nel castello, in seguito alla presenza di militari francesi che vissero in quel luogo per lungo tempo.

## Storia
Il Castel Loriano fu costruito intorno al 1300 come roccaforte militare durante il regno di Carlo II d'Angiò. L'aspetto originario è stato modificato dalle famiglie che vi sono vissute nel corso dei secoli. Conserva in parte l'aspetto che aveva verso la fine del 1500. Sono ancora visibili il portale d'ingresso originario e la torre angolare difensiva.

## Aspetto attuale
Attualmente il Castel Loriano è in uno stato di semiabbandono con le mura di cinta che mostrano ampie aree di intonaco crepato ed estese macchie di umidità su gran parte dei muri. La presenza di cavi elettrici penzolanti sulle facciate esterne e le tubature scoperte che attraversano i muri hanno irrimediabilmente deturpato l'aspetto dell'intera struttura architettonica.